# Otosklerose

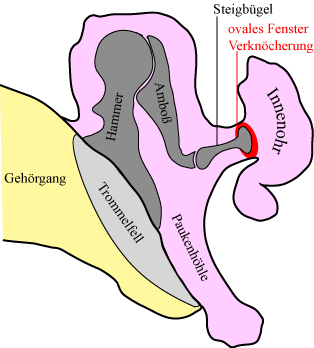
Übersicht über die Strukturen des Mittelohres mit Markierung des oft betroffenen ovalen Fensters

Die Otosklerose ist eine Erkrankung des Knochens, der das Innenohr umgibt (Labyrinthkapsel). Hierbei kommt es zunächst zu entzündungsähnlichen Knochenumbauprozessen. Weiterhin kommt es durch eine Fixierung der Steigbügelfußplatte im ovalen Fenster zu einer langsam zunehmenden Schallleitungsschwerhörigkeit. Erkrankungsherde im Bereich der Schnecke können zusätzlich eine Innenohrschwerhörigkeit verursachen.

## Ursache
Die Ursache der Erkrankung ist nicht geklärt. Diskutiert werden wegen des Vorkommens familiärer Häufungen ein autosomal-dominanter Erbgang mit variabler Penetranz (Häufigkeit des Auftretens von Symptomen bei bestehender genetischer Veränderung), virale Infektionen (zum Beispiel Masern) sowie hormonelle Einflüsse. Welche Hormone beteiligt sind sowie die Wirkungsweise auf den Verlauf der Erkrankung kann nur vermutet werden. Eine wesentliche Beteiligung der weiblichen Sexualhormone kann wegen des Beginns der Symptome der Otosklerose oder deren Zunahme bei Schwangerschaften, Einnahme von Kontrazeptiva sowie der Umstellung des Hormonhaushaltes nach der Menopause vermutet werden.
Infolge der Resorption des normalen sowie Bildung eines zu Beginn stark gefäßversorgten und später kompakten Knochengewebes kommt es zu Umbauprozessen im Innenohr.
Hauptlokalisation ist der Bereich des ovalen Fensters (Fenestra vestibuli oder Fenestra ovalis), wodurch es zu einer Fixierung des Steigbügels am umgebenden Knochen (Stapesankylose) kommt. Daher können die Schallwellen von der Gehörknöchelchenkette nicht mehr in vollem Ausmaß auf die Schnecke des Innenohres übertragen werden. Als Ursache der nicht selten zusätzlich auftretenden Innenohrschwerhörigkeit werden otosklerotische Herde in der Umgebung der Schnecke vermutet.
Die Tabelle gibt die häufigsten Lokalisationen der Veränderungen an, wobei natürlich entsprechend der Lokalisation auch andere Symptome vorherrschen können.

## Auftreten
In erster Linie sind Frauen (fast doppelt so häufig wie Männer) der weißen Bevölkerung im Alter zwischen 20 und 40 Jahren betroffen. Personen anderer Hautfarbe sind deutlich seltener von dieser Erkrankung betroffen, was als Hinweis auf eine genetische Ursache gewertet werden kann.
Etwa ein Prozent der Weißen sind symptomatisch erkrankt, allerdings ist die Otosklerose nicht bei allen Patienten gleich schwer ausgeprägt. Bei einem weitaus größeren Anteil dieser Bevölkerungsgruppe kann man histologisch beginnende Veränderungen nachweisen, ohne dass jemals Symptome auftreten (werden).
In etwa 70 % aller Fälle sind beide Ohren betroffen, üblicherweise jedoch unterschiedlich stark.

## Symptome
Die Otosklerose beginnt meist auf einem Ohr mit einer langsam zunehmenden Schwerhörigkeit. Später ist häufig auch das andere Ohr mitbetroffen. Nicht selten ist die Erkrankung mit einem Ohrgeräusch (Tinnitus) verbunden, der oft im Frequenzbereich der tieferen Töne lokalisiert und für den Patienten meist außerordentlich störend ist.
Oft fällt den Patienten auf, dass sie bei Umgebungslärm Gesprächen besser folgen können (Paracusis Willisii). Dieses Phänomen wird dadurch erklärt, dass einerseits die Patienten störende Geräusche speziell in tieferen Tonlagen leiser hören und andererseits der Gesprächspartner wegen des Umgebungslärms lauter spricht. Patienten mit Otosklerose sprechen selbst trotz ihrer Schwerhörigkeit oft auffallend leise, weil sie die eigene Stimme über Knochenleitung laut, die Umgebungsgeräusche jedoch leise hören.
Wie schon oben erwähnt, kommt es während einer Schwangerschaft häufig zur Zunahme der Symptome.
Nach langer Erkrankungsdauer kann die Otosklerose bis zur Ertaubung führen. In seltenen Fällen – wenn auch der Bereich des ebenfalls zum Innenohr gehörenden Gleichgewichtsorganes befallen ist – kann zusätzlich Schwindel auftreten.
Abhängig von der Lokalisation der Otoskleroseherde sind folgende Hörbeeinträchtigungen beschreibbar:
- die Schallleitungsstörungen (sogenannter Mittelohrtyp, bei etwa 80 % der Patienten)
- gemischte Schallleitungs-Schallempfindungsstörungen (sogenannter Mischtyp, etwa bei 15 % der Patienten)
- die Schallempfindungsstörung (sogenannter Innenohrtyp, bei etwa 5 % der Patienten)

## Diagnostik/Befunde

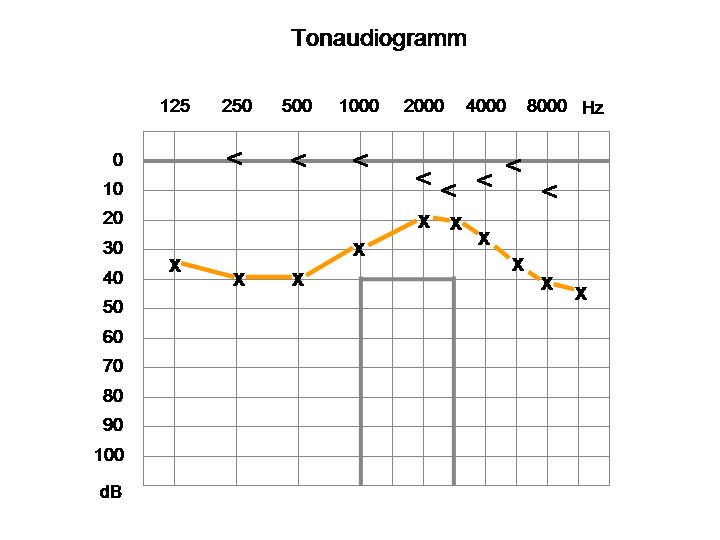
Typisches Tonaudiogramm bei Otosklerose.
<: Knochenleitung
X: Luftleitung

Bei der HNO-ärztlichen Untersuchung erscheinen Trommelfell, Mittelohr sowie die Funktion der Ohrtrompete (Eustachi-Röhre) unauffällig. Gelegentlich findet sich bei der Otosklerose als pathognomonischer Befund das sogenannte „Schwartze-Zeichen“, ein rötlicher Bezirk, der als Ausdruck einer aktiven Entzündung durch das Trommelfell schimmert.
Bei der Gehörprüfung (Audiometrie) kann man bei Fixierung der Steigbügelfußplatte eine Schallleitungsstörung und nicht selten zusätzlich eine Schallempfindungsstörung bei Befall der Schnecke (Cochlea) feststellen. Typisch ist die sogenannte Carhart-Senke: Es handelt sich dabei um eine wannenförmige Senke der Knochenleitungsschwellenkurve im Bereich von 1 bis 4 kHz. Die Otosklerose verhindert die Wirkung des osteotympanalen Knochenschalls auf das Innenohr. Die Carhart-Senke ist jedoch keinesfalls immer zu finden. Bemerkenswert ist, dass die Carhart-Senke durch erfolgreiche Steigbügelplastik verschwindet, da so die Wirkung des osteotympanalen Knochenschalls wieder einsetzt. Die Schallleitungsstörung ist vom sogenannten Versteifungstyp, im Bereich der Eigenfrequenz des schwingenden Systems (etwa 2–3 kHz) ist die Schallleitungsstörung geringer ausgeprägt. Im Sprachaudiogramm, einer Prüfung des Gehörs mit Zahlen und einsilbigen Wörtern in verschiedenen Lautstärken, kann man ein eingeschränktes Sprachverständnis objektivieren.

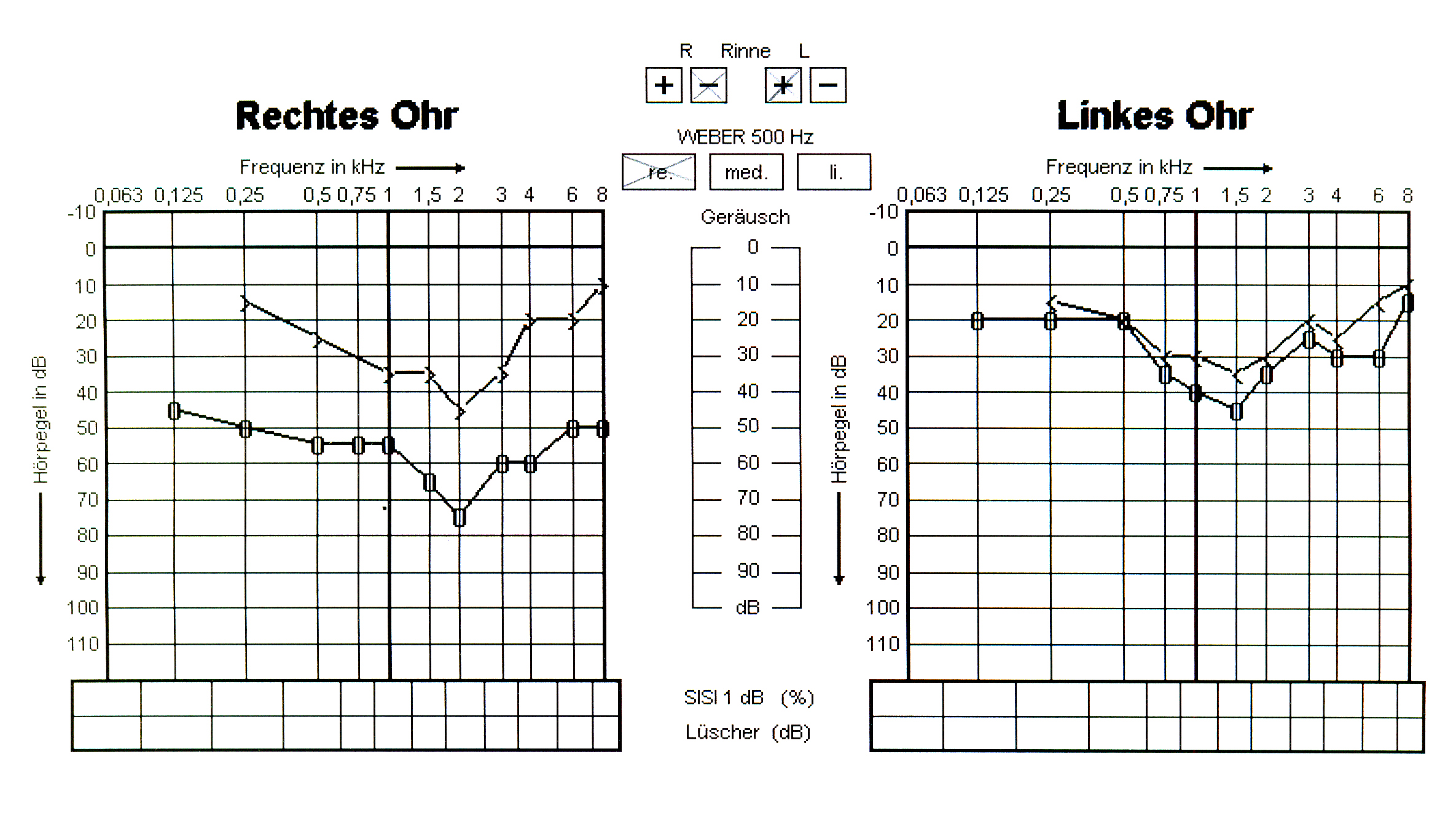
Typische Senke (Carhart-Senke) im Audiogramm bei Otosklerose.
<: Knochenleitung, obere Kurve
o: Luftleitung, untere Kurve

Mit Hilfe des Rinne-Versuchs, einer Hörprüfung mit der Stimmgabel, kann man zwischen einer Schallleitungs- (betroffen sind Bereiche der Schallübertragung wie Trommelfell, Gehörknöchelchen, ovales Fenster) und einer Schallempfindungsschwerhörigkeit (betroffen ist die Schallwahrnehmung an den Sinneszellen im Innenohr) unterscheiden.
Der Weber-Versuch zeigt bei einer einseitigen Schallleitungsschwerhörigkeit eine Lateralisierung zum schlechter hörenden Ohr an, d. h. der Ton einer in etwa auf der Mitte des Schädeldaches platzierten Stimmgabel wird im eigentlich schlechter hörenden Ohr lauter empfunden.
Der Gellé-Versuch wird bei Verdacht auf eine fixierte Gehörknöchelchenkette (wie es bei der Otosklerose der Fall ist) eingesetzt. Dabei wird mit einer Stimmgabel ein Ton direkt auf den Schädelknochen übertragen. Mittels eines Ballons (Politzer-Ballon) wird ein Druck durch den äußeren Gehörgang auf das Trommelfell und damit auf die Gehörknöchelchen ausgeübt. Bei einem Normalhörenden wird der Stimmgabelton deutlich leiser, bei fixierter Gehörknöchelchenkette bleibt der Ton gleich laut.
Bei stark ausgeprägter Verknöcherung des ovalen Fensters kann man diese auch in einer Röntgen- oder Computertomografie-Aufnahme der Ohrregion nachweisen.
Bei Verdacht auf eine Beteiligung des Gleichgewichtsorgans im Innenohr wird man zur Feststellung des Ausmaßes und Objektivierung der Beschwerden Gleichgewichtsprüfungen durchführen.

## Therapie

### Konservative Methoden
Medikamentös kann die Otosklerose bis heute nicht beeinflusst werden. Behandlungsversuche mit Natriumfluorid brachten keine Änderung des Krankheitsverlaufes. Bei einer Schallleitungsschwerhörigkeit wie der Otosklerose kann ein Hörgerät das Hörvermögen sehr gut verbessern. Das Fortschreiten der Erkrankung wird dadurch aber nicht beeinflusst, regelmäßige Kontrollen des Hörvermögens sind erforderlich.

### Operative Verfahren
Die Operation, bei der der fixierte Steigbügel teilweise oder völlig durch eine Prothese ersetzt wird, bezeichnet man als Stapesplastik. Sie wird über einen endauralen Zugang durchgeführt.
Bei der Stapedotomie wird nur der obere Teil des Steigbügels entfernt, die unbewegliche Steigbügelfußplatte wird mittels einer Nadel oder eines Lasers eröffnet und ein künstlicher Stempel (heute meist aus Titan oder Platin und Teflon) zur Schallübertragung eingesetzt. Diese Operationstechnik ist heute Methode der Wahl und führt in mehr als 90 % der Fälle zu einer deutlichen Verringerung der Schallleitungsschwerhörigkeit. Eine allenfalls zusätzlich vorhandene Innenohrschwerhörigkeit kann jedoch auch durch die Operation nicht gebessert werden.

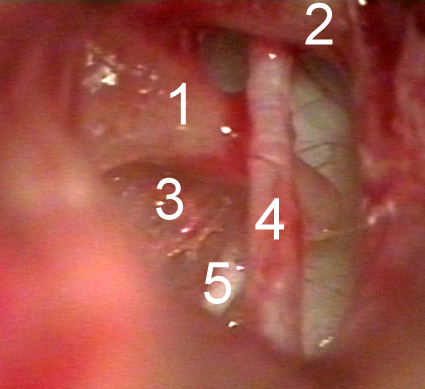
Stapedotomie mit Laser (1 = langer Ambossschenkel, 2 = Hammergriff, 3 = Steigbügelfußplatte mit Kreis des Pilotlasers, 4 = Chorda Tympani (Geschmacksnerv), 5 = Sehne des Steigbügel- muskels)
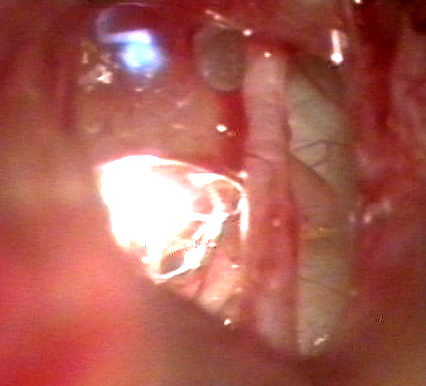
Laserschuss auf die Fußplatte
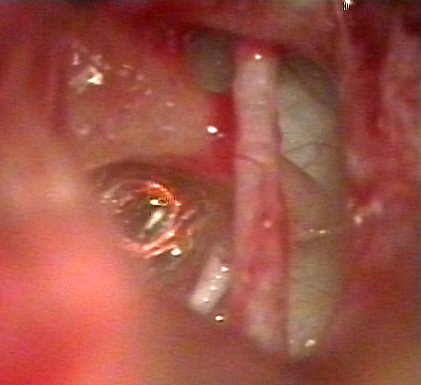
Kreisrunde Öffnung in der Fußplatte zur Aufnahme der Prothese
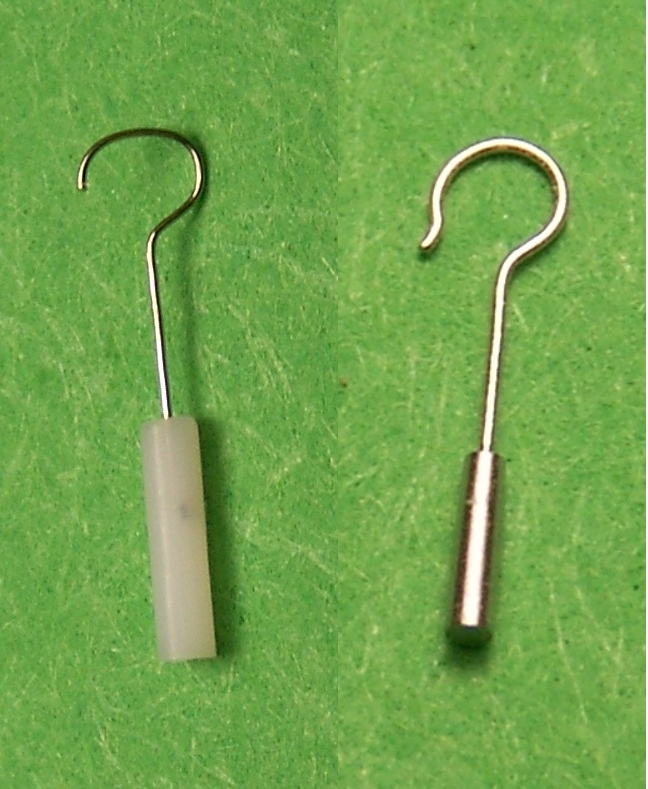
Stapesprothesen („Piston“), Platin-Teflon-Prothese (links), Titan-Prothese (rechts)
VIDEO (animated gif): Otosklerose, Perforation der Fußplatte mit Laser, slow motion

Unter Stapedektomie versteht man die Entfernung des gesamten Steigbügels, wobei anschließend wie bei der Stapedotomie eine Prothese eingesetzt wird.
Eine solche Operation kann unter Lokalanästhesie oder Vollnarkose durchgeführt werden und dauert bei einem erfahrenen Operateur etwa 30 Minuten, unter schwierigen Bedingungen aber auch deutlich länger. Eine lokale Betäubung hat den Vorteil, dass der Patient während der Operation ansprechbar ist und eine sofortige Kontrolle der Hörverbesserung durchgeführt werden kann, allerdings können unwillkürliche Bewegungen des Patienten gefährlich werden. Der postoperative Aufenthalt in der Klinik beträgt üblicherweise 3–7 Tage. Die vollständige Ausheilung benötigt 4–6 Wochen. Nach 3–4 Wochen kann in der Regel die berufliche Tätigkeit wieder aufgenommen werden. Eine nicht seltene Komplikation ist vorübergehender Schwindel, der u. a. durch ein schlecht angepasstes Implantat hervorgerufen werden kann.

## Geschichte
Die erste Beschreibung einer knöchernen Stapesfixierung wurde vom italienischen Arzt Antonio Valsalva um 1740 veröffentlicht. 100 Jahre später untersuchte der englische Arzt Joseph Toynbee (1815–1866) 35 Fälle einer Schwerhörigkeit, die auf der Stapesankyolyse beruhten. Adam Politzer, ungarisch-österreichischer Arzt, der in Wien tätig war, beschrieb 1893 als erster die Otosklerose als eigenständige Erkrankung.
1876 wurde erstmals von Johannes Kessel (1839–1907) eine Operation zur Therapie der Otosklerose vorgeschlagen. Allerdings wurde erst 1956 die Stapesplastik von John J. Shea Junior beschrieben. 1970 wurde sie von Dietrich Plester im Sinne einer Teilstapedektomie erweitert.
Als berühmtester Patient mit Otosklerose wird häufig Ludwig van Beethoven (1770–1827) genannt. Im Jahre 1798 begannen die Gehörprobleme des Komponisten, die schließlich im Jahre 1819 in vollständige Taubheit mündeten.